# Galeodes intermedius
Galeodes intermedius är en spindeldjursart som först beskrevs av Frade 1948.  Galeodes intermedius ingår i släktet Galeodes och familjen Galeodidae. Inga underarter finns listade i Catalogue of Life.